# 代謝中間体
代謝中間体（たいしゃちゅうかんたい、Metabolic intermediate）とは、生化学的に重要な分子の前駆体もしくは代謝産物である分子のことである。代謝中間物とも呼ばれる
代謝中間体は細胞機能における重要度は比較的低いが、酵素のアロステリック制御において重要な役割を持つ。

## 臨床的有意性
3,4ｰジヒドロキシフェニル酢酸(ドーパミン代謝中間体
)や3-アミノイソ酪酸(チミン代謝によって作られる
)などのいくつかの代謝中間体は代謝プロセスのレート計測に役立つ。
天然の代謝経路の異常が代謝中間体によって表現されるため、そのいくつか（AICAリボヌクレオチドなど）は代謝異常の新しい治療法の開発に興味が持たれている。